# Lista de lagoas da Bahia

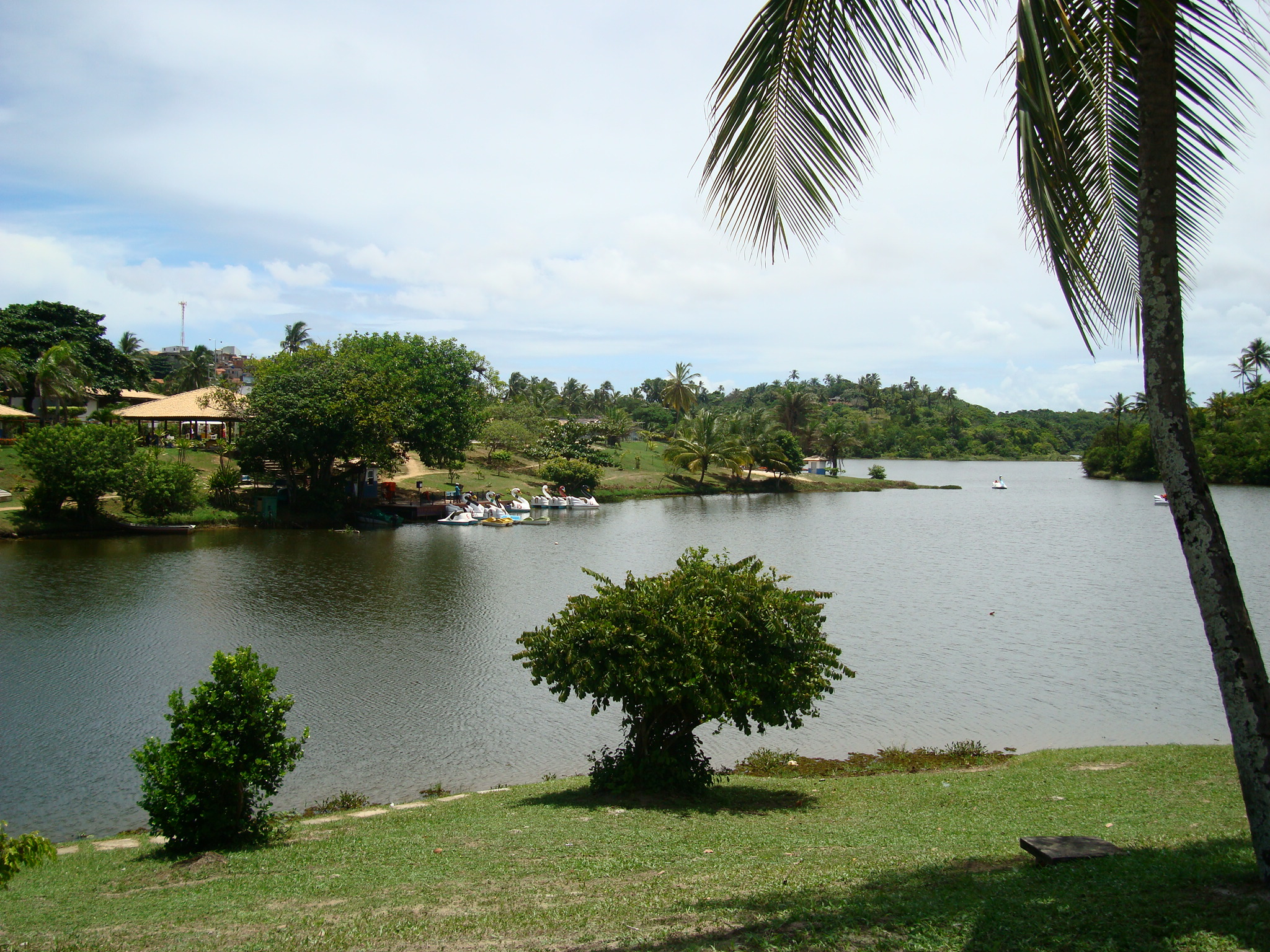
Lagoa do Parque Metropolitano de Pituaçu.

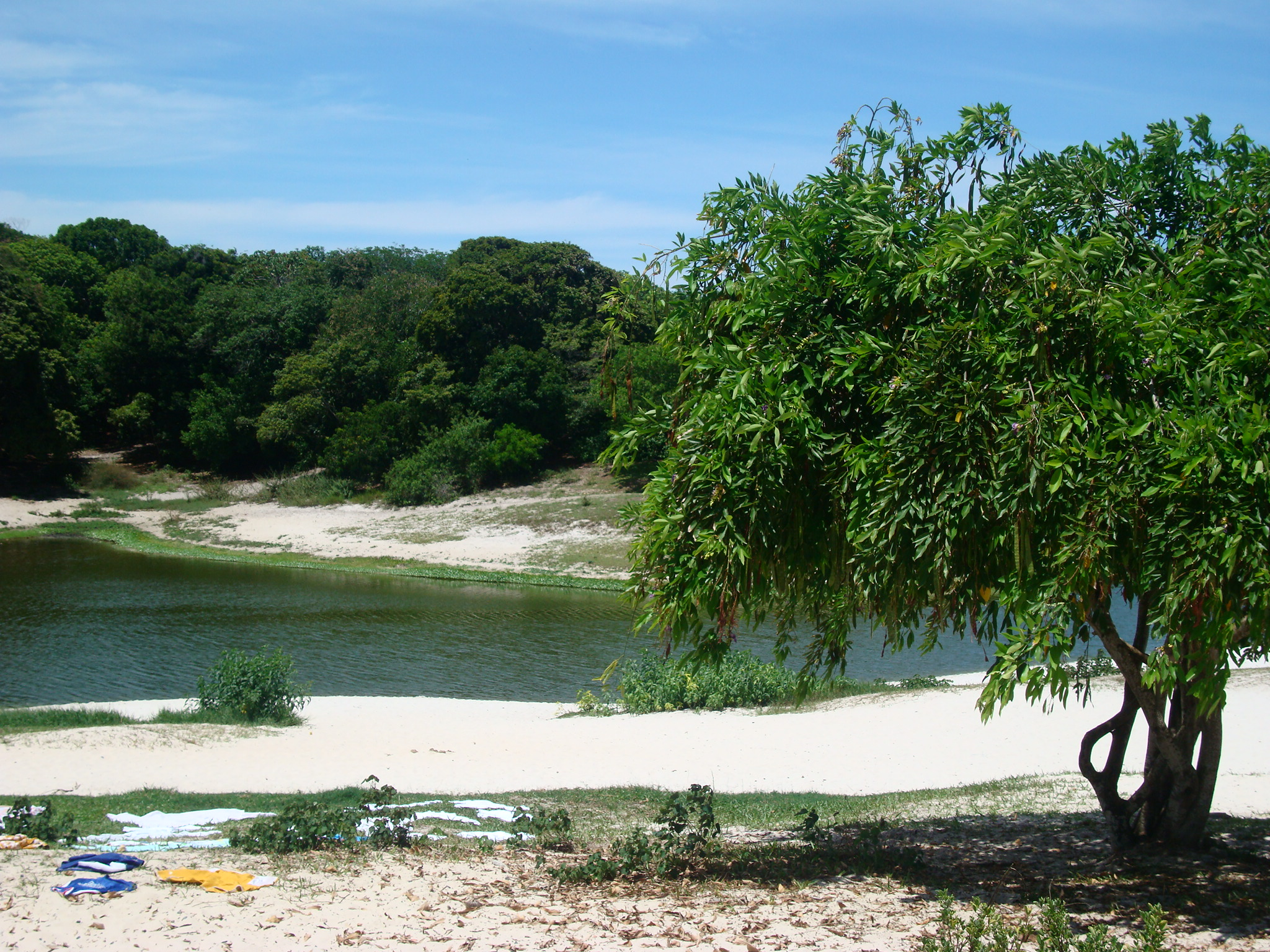
Lagoa do Abaeté.

Esta é uma lista de lagoas da Bahia, ou seja, lagoas existentes na Bahia.
- Barragem de Santa Helena[1]
- Dique do Tororó
- Lagoa da Canabrava[2]
- Lagoa da Paixão
- Lagoa de Martiniano[2]
- Lagoa de Pituaçu
- Lagoa da Vargem Grande
- Lagoa da Tapagem
- Lagoa do Macaco
- Lagoa do Cunha
- Lagoa de Sobradinho
- Lagoa do Abaeté
- Lagoa do Flamengo[1]
- Lagoa do Pocosó[2]
- Lagoa dos Passaros[1]
- Lagoa dos Frades[1]
- Lagoa Encantada
- Lagoa Salgada
- Represa do Cascão[1]
- Represa do Cobre[1]
- Represa do Joanes I[1]
- Represa do Joanes II[1]
- Represa Ipitanga I[1]
- Represa Ipitanga II[1]
- Represa Ipitanga III[1]